# Ettore Ciccotti
Ettore Ciccotti (Potenza, 23 marzo 1863 – Roma, 20 maggio 1939) è stato uno storico, politologo e politico italiano, membro sia della Camera dei deputati che del Senato.

## Biografia
Nato nella famiglia liberale di Laura Addone e dell'avvocato Pasquale Ciccotti, proprietario terriero e più volte sindaco di Potenza, studiò nel locale Liceo Orazio e nel 1879 s'iscrisse alla Facoltà di Giurisprudenza dell'Università degli Studi di Napoli Federico II, aderendo al mazzinianesimo e all'irredentismo, e maturando un particolare interesse sia per la storia antica che per i problemi sociali del Mezzogiorno, essendo incoraggiato verso questi ultimi dall'esempio del conterraneo Giustino Fortunato. Sposò Ernestina d'Errico, letterata e traduttrice.
Fu il Fortunato a far pubblicare nel 1889 La Basilicata nella «Gazzetta Letteraria» di Torino, scritta dal Ciccotti dopo il conseguimento della laurea e il suo ritorno a Potenza, dove esercitò l'avvocatura, mentre l'incontro con il filologo Ettore De Ruggiero, formatosi a Berlino con il Mommsen, e la sua offerta a collaborare al suo Dizionario epigrafico, lo spingevano decisamente a dedicarsi alla storia antica.
Pubblicate nel 1886 La costituzione così detta di Licurgo e La famiglia nel diritto attico, Ciccotti per un anno frequentò la Sapienza - Università di Roma acquisendo la libera docenza in antichità classiche nel 1889. Vinse nel 1891 il concorso per la cattedra di storia antica presso l'Accademia scientifico-letteraria di Milano dove si trasferì e iniziò i corsi del 1892 con la prolusione Perché studiamo la storia antica?, pubblicata nella rivista «La Cultura», nella quale indicava l'intento che muoveva il suo insegnamento e la sua ricerca: recuperare la concretezza alla vita dei popoli antichi, i quali agivano nella realtà della vita sociale del loro tempo, con i loro bisogni materiali e i loro conflitti, del tutti simili a quelli che agitano i popoli moderni. In primo piano, allora, doveva essere posta la rappresentazione dell'economia, dei rapporti sociali e dei diversi interessi delle classi che determinavano il loro agire politico.
A questi intenti accademici, espressi in Donne e politica negli ultimi anni della Repubblica romana e ne Il processo di Verre del 1895, corrisposero sul piano personale la sua collaborazione alla turatiana «Critica sociale» e il suo diretto impegno politico nel Partito socialista nel quale portò la sua esperienza di meridionalista e si batté in comizi e conferenze. Proprio questo suo coinvolgimento gli causò l'ostilità degli ambienti conservatori milanesi, fino al licenziamento, nel 1897, dall'Accademia scientifico-letteraria.
Ottenne la cattedra straordinaria di storia antica nell'Università degli Studi di Pavia, ma i suoi attacchi al governo e la solidarietà per gli operai dimostrata in occasione dei tragici fatti di Milano nel 1898 gli procurarono una minaccia di arresto per istigazione sovversiva, al quale si sottrasse rifugiandosi a Ginevra, ospite di Maffeo Pantaleoni. Qui scrisse una relazione sulle vicende milanesi, La sommossa di Milano. Note di un profugo, e le sue impressioni sul paese ospitante, Attraverso la Svizzera. In queste condizioni, il Ciccotti perdeva l'incarico a Pavia.
Nel 1899 uscì Il tramonto della schiavitù nel mondo antico, precedente il suo ritorno in Italia e l'elezione nel giugno del 1900 alla Camera dei deputati dove fu rieletto in altre tre legislature. Insieme all'iniziativa, sua e di altri, di tradurre le opere di Marx, di Engels e di Lassalle, seguì nel 1901 La guerra e la pace nel mondo antico e l'incarico all'Università degli Studi di Messina.
Nel giugno del 1900 fu eletto alla Camera dei Deputati nella circoscrizione Vicaria di Napoli, sconvolgendo la tradizionale alleanza elettorale tra i politici locali e la camorra. Nel 1904 perse però il seggio a causa delle trame attuate contro di lui dalla camorra. Secondo Gaetano Salvemini il presidente del Consiglio Giovanni Giolitti in persona avrebbe dato il via libera alla candidatura per i liberali del conte Vincenzo Ravaschieri Fieschi, notoriamente vicino alla camorra e per questo soprannominato dai socialisti "Il conte della Malavita". A favore di Ravaschieri si mosse personalmente quello che era all'epoca il capo riconosciuto della camorra napoletana Enrico Alfano. Nelle settimane successive, sino al giorno stesso delle elezioni i dirigenti socialisti e i sostenitori di Ciccotti furono intimiditi, aggrediti, picchiati e feriti non solo dai camorristi, ma anche dai militari e dalle autorità civili che invece avrebbero dovuto garantire l'ordine pubblico.
Dal 1910 al 1922 fu membro del Consiglio direttivo della Biblioteca provinciale di Potenza. Su sua proposta, la Deputazione provinciale approvò nel 1903 il primo regolamento della Biblioteca provinciale, che egli contribuì ad incrementare dal punto di vista del patrimonio bibliografico, sostenendone l’organizzazione biblioteconomica e l’impianto del catalogo, riuscendo tra l’altro a ottenere il distacco temporaneo a Potenza di personale bibliotecario delle biblioteche governative.
Nel decennio precedente la guerra, si andò allontanando dal partito socialista. Favorevole all'intervento, guardò con simpatia al nascente fascismo e fu ricompensato con un seggio in Senato nel settembre del 1924 e con il trasferimento, a lungo richiesto, alla cattedra di letteratura latina nell'Istituto superiore di Magistero di Roma. Si oppose infine, e apertamente, alla dittatura di Mussolini: nel suo ultimo scritto pubblico, il Profilo di Augusto, del 1938, intuì che il regime si avviava all'avventura della guerra che definì l'inevitabile conclusione dei regimi autoritari e demagogici, e quasi una risposta alle leggi razziali furono le postume Le origini di Orazio, che il Ciccotti suggerì potessero essere ebraiche.

## Pubblicazioni
- In morte di Vittorio Emanuele II. primo re d'Italia. Parole dell'alunno liceale Ettore Ciccotti, Potenza, G. Favata, 1878
- La costituzione così detta di Licurgo. Saggio critico sull'evoluzione del diritto a Sparta, Napoli, E. Anfossi, 1886
- Introduzione alla storia generale del diritto, Torino, E. Loescher, 1886
- La famiglia nel diritto attico. Studio, Torino, E. Loescher, 1886
- La fanciulla beata di Dante Gabriel Rossetti e un giudizio di Max Nordau: conferenza pronunciata nel Circolo filologico di Milano il dì 26 marzo 1893, 1893
- La rivoluzione di domani, 1893
- Socialismo di stato e socialismo democratico, 1894
- Il caso Dreyfus innanzi alle storia, 1899
- Attraverso la Svizzera: note politiche e sociali, 1899
- Il tramonto della schiavitù nel mondo antico, 1899
- Settentrionali e meridionali agli italiani del mezzogiorno, con Napoleone Colajanni, 1899
- La guerra d'Italia e il compito della Prussia, 1899
- Le discussioni del sesto Landtag delle provincie Renane, 1899
- Un carteggio del 1843: Per la critica della filosofia del diritto di Hegel; Per la questione degli Ebrei, 1899
- Il mio discorso in corte d'assise: innanzi ai Giurati di Düsseldorf il 3 maggio 1849 contro l'accusa di avere eccitato i cittadini a insorgere contro il potere regio, 1899
- Pace e guerra ne' poemi omerici ed esiodei, 1900
- Contro il militarismo: discorsi dei deputati Ciccotti e Ferri pronunziati alla Camera dei deputati nella 2ª tornata del 30 marzo 1901, 1901
- La guerra e la pace nel mondo antico, 1901; ripubblicato a cura di A. Moraldi, Edizioni immanenza, 2015 ISBN 9788898926251
- Psicologia del movimento socialista: note ed osservazioni, 1903
- Sulla questione meridionale: scritti e discorsi, 1904
- La reazione cattolica, 1905
- Relazione sui rapporti tra la direzione del Partito e la Stampa, 1906
- Indirizzi e metodi degli studi di demografia antica, prefazione al quarto volume della Biblioteca di storia economica, 1908
- Il processo per alto tradimento contro Ferdinando Lassalle: (12 marzo 1864), 1909
- Intorno all'interpretazione materialistica della storia, 1910
- Sovvenzioni e premi alla marina mercantile in Italia, 1910
- Biblioteca di storia economica, Volume 3, 1915
- Vecchi e nuovi orizzonti della numismatica e funzione della moneta nel mondo antico: Introduzione al v. III della Biblioteca economica, 1915
- I Socialisti italiani e la guerra: Discorsi parlamentari dell'onorevole Ettore Ciccotti. Republicati con una prefazione e un'appendice, 1917
- Esperimenti di socialismo, 1919
- Lineamenti dell'evoluzione tributaria nel mondo antico, 1921
- Storia greca, 1922
- Cronache quadriennali di politica italiana ed estera 1919-1923, 1923
- Cronache quadriennali di politica italiana ed estera, 1919-1923, Volume 2, 1924
- Disegno storico del medio evo, 1924
- Epitome storica dell'antichità, 1926
- Commercio e civiltà nel mondo antico, 1929
- Confronti storici, 1929
- Valore e utilizzazione di dati statistici del mondo antico con particolare riguardo alla popolazione dell'antica Roma, 1931
- Il problema demografico nel mondo antico, 1931
- La civiltà del mondo antico, Volume 1, 1935
- Profilo di Augusto, 1938
- Le origini di Orazio, 1943